# Semana del Desarme
La Semana del Desarme se celebra a partir del 24 de octubre desde 1978 fue establecida en ese mismo año por la Asamblea General de las Naciones Unidas.

## Proclamación
La Semana del Desarme fue instituida el 30 de junio de 1978 por la Asamblea General de las Naciones Unidas, a través del Documento Final del período extraordinario de sesiones sobre el desarme, con el propósito de fomentar el conocimiento y la comprensión de los temas de desarme, subrayando su relevancia para la paz y la seguridad internacional. La proclamación se enmarca en los esfuerzos de las Naciones Unidas por reducir la amenaza de las armas de destrucción masiva y promover la estabilidad mundial mediante el control de armas. Posteriormente, en 1995, la Asamblea General, mediante la resolución 50/72 B, hizo un llamado a gobiernos y organizaciones no gubernamentales para que colaboraran en la celebración, con el fin de fortalecer la conciencia pública sobre la importancia del desarme y los beneficios de un mundo más seguro y pacífico.

## Celebración
Esta semana se celebra anualmente a partir del 24 de octubre, coincidiendo con el aniversario de la fundación de las Naciones Unidas, una fecha emblemática que destaca el compromiso de este organismo con la paz mundial. La primera conmemoración tuvo lugar en 1978, y desde entonces, esta semana se dedica a la reflexión y promoción de políticas orientadas al desarme, el control de armamentos y la no proliferación. Durante la celebración, se organizan conferencias, foros y actividades de sensibilización a nivel mundial. Estas actividades buscan difundir los peligros que supone el exceso de armamento y el comercio ilícito de armas convencionales, así como los riesgos asociados a las tecnologías emergentes en armamento, impulsando un diálogo abierto sobre las soluciones y estrategias para construir un futuro común más seguro.